# Königs Wusterhausen
Königs Wusterhausen (til 1718 Wendisch Wusterhausen, nedersorbisk: Parsk) ere en by i Landkreis Dahme-Spreewald i Brandenburg. Byen ligger syd for  Storbyområdet Berlin.

## Geografi
Der er omkring 36 km til Berlins Centrum (Potsdamer Platz). Meget længere væk ligger hovedstaden Potsdam (ca. 57 km) vest for Königs Wusterhausen og distriktsbyen Lübben (Spreewald) (ca. 53 km) syd for byen. 
Königs Wusterhausen strækker sig fra Wildau i nord til Bestensee i syd og fra Mittenwalde i vest til Heidesee i øst. Byen grænser i nord til Berlin-distriktet Schmöckwitz, i nordøst til Gosen-Neu Zittau og Spreenhagen, i øst til Heidesee, i syd på Bestensee, i det sydvestlige Mittenwalde og i vest ved Wildau og Zeuthen.
Königs Wusterhausen – lokalt kendt som "KW" (de) eller "KWh" (de)– ligger ved Notte-kanalen og floden Dahme sydøst for Berlin.
Forkortelsen "KW" går  også på Königs Wusterhausen radiosender, da "KW" også er forkortelsen for "Kilowatt" og "Kurzwelle" (tysk: "kortbølge"). 

### Bydele
Königs Wusterhausen er den største by i Dahme-Spreewald-distriktet. Ud over distrikterne Deutsch Wusterhausen og Neue Mühle skete der syv indlemmelser som følge af kommunalreformen i 2003. Siden da er de selvstændige kommuner Zeesen, Kablow, Niederlehme, Senzig, Wernsdorf og Zernsdorf, som tilhørte det tidligere Unteres Dahmeland-Amt, blevet nye distrikter i byen, foruden Diepensee. De vælger deres egne lokalråd og en lokal borgmester.